# Вільям Говерс
Сер Ві́льям Го́верс, M.D., F.R.C.P., F.R.S. (англ. William Gowers)  — британський невролог, відомий описом багатьох патологічних станів, синдромів і симптомів. Британський невролог Макдональд Крітчлі (MacDonald Critchley) в 1949 році назвав його як «ймовірно, найкращого клінічного невролога усіх часів».
Був видатним членом групи британських клінічних неврологів, які в другій половині XIX століття провели важливі дослідження фізіології та патології нервової системи. Говерс винайшов гемоглобінометр у 1878 році. У 1880 році описав поверхневий передньолатеральний фасцикуліт спинного мозку. У 1881 році зробив класичний опис епілепсії. Також був одним із перших, хто визнав важливість офтальмоскопа у діагностиці захворювань нервової системи.

## Біографія
Говерс здобув освіту в школі Крайстчерч, Оксфорд, і був учнем доктора Сімпсона, практикуючого лікаря в Коггесголлі, Ессекс. Потім він пішов до лікарні Університетського коледжу в Лондоні, отримавши кваліфікацію M.R.C.S. У 1867 році став домашнім лікарем і особистим секретарем свого вчителя сера Вільяма Дженнера. Говерс отримав бакалаврський навчальний ступінь у 1869 році. Його інтелектуальний блиск був очевидним уже на цьому етапі, і він був нагороджений золотими медалями за свої наукові зусилля. У 1870 році йому присуджено ступінь доктора медицини з відзнакою. Став медичним реєстратором, а в 1873 році — асистентом у Національній лікарні для паралізованих та епілептиків, а також у лікарні Університетського коледжу в 1872 році.
Більшу частину професійного життя Говерс провів у лікарні Університетського коледжу, де розвинув надзвичайну спостережливість, особисті навички навчання та вміння писати, якими він був відомий, і де зрештою став професором клінічної медицини, будучи головним лікарем з 1883 року.
Став членом Королівського коледжу лікарів у 1879 році та членом Лондонського королівського товариства у 1887 році. Через роботу в лікарні Університетського коледжу він відмовився від дослідницької діяльності в 1888 році. Говерс був посвячений у лицарі в 1897 році, під час Діамантового ювілею королеви Вікторії.
Разом із сером Віктором Горслі (Victor Horsley) він першим успішно видалив пухлину спинного мозку.
Говерс одружився з Мері Бейнс із Лідса в 1875 році, і у пари було четверо дітей.
Він говорив:
- «У теперішньому стані моєї необізнаності здається кориснішим збирати факти, ніж формулювати гіпотези».
- «Енергія Всесвіту — це лише вічний рух».

Починаючи з 1890-х років його здоров'я швидко погіршувалося через надмірну роботу. І він, і його дружина захворіли на запалення легенів у 1913 році, від якого Мері померла. Говерс помер через два роки, у 1915 році. Йому було 70 років.

## Творчість
У 1880 році він опублікував «Діагностику захворювань спинного мозку», яка була елегантною демонстрацією зв'язку між анатомією, фізіологією та симптомами пацієнта. Ця книга містила опис пучка нервових волокон у спинному мозку, який називається передньолатеральним пучком і пізніше був описаний Бехтерєвим, який назвав його трактом Говерса. Спочатку робота була передана в 1877 році Медичному товариству Вулвергемптона. Це чудовий приклад кропіткої науковості, яка характеризує всі його твори.
У 1886—1888 роках Говерс опублікував свій «Посібник із хвороб нервової системи» у двох томах. Цей підручник раніше називався «Біблія і неврологія» і є шедевром, проілюстрованим його рукою. Це також стосується його посібника та атласу медичної офтальмології (1879). Його роботи викликають захоплення майже так само за їхню ясність і організацію, як і за зміст.
Говерс був художником і гравером зі значними здібностями, чиї картини демонструвалися в Королівській академії мистецтв. Він був рішучим прихильником використання стенографії, а сам — чудовим стенографістом, який використовував стенографію для всіх своїх записів своїх пацієнтів і заснував Товариство медичної стенографії. Одна історія, яку розповіли про нього пізніше, полягала в тому, що він схопив абсолютно незнайомого молодика на вулиці й сказав: «Молодий чоловіче, ти пишеш скоромовкою?», на що шокований чоловік відповів: «Ні, не пишу», після чого Говерс опустив руку, сказавши: «Ти дурень і зазнаєш невдачі в житті». Потім він різко сів назад у свою карету.

## Основні твори
- Athetosis and posthemiplegic disorders of movement. Medico-Chirurgical Transactions, London, 1876. / Атетоз і постгеміплегічні розлади рухів.
- The state of the arteries in Bright's disease. British Medical Journal, London, 1876, 2: 743—745. / Стан артерій при хворобі Брайта.
- The changes in the nerve centres in hydrophobia. Pathological Transactions, 1877. / Зміни нервових центрів при сказі.
- Manual and Atlas of Medical Ophthalmoscopy. London, 1879; 2nd edition, 1882. / Посібник і атлас з медичної офтальмоскопії.
- Syphilitic neuroses. British Medical Journal, London, 1879. / Сифілітичні неврози.
- Pseudohypertrophic muscular paralysis. 1879. / Псевдогіпертрофічний м'язовий параліч.
- An apparatus for the clinical estimation of haemoglobin. Transactions of the Clinical Society of London, 1879, 12: 64-67. / Апарат для клінічного визначення гемоглобіну.
- The diagnosis of diseases of the spinal cord etc. London, J. & A. Churchill, 1880 / Діагностика хвороб спіральної хорди.

## Медичні об'єкти, які названо на його честь
- Панатрофія Говерса — захворювання, при якому на спині, сідницях, стегнах або руках з'являються чітко визначені ділянки атрофії шкіри зі зникненням підшкірної клітковини протягом кількох тижнів без ознак запалення. Переважає у жінок, з появою на другому-четвертому десятиліттях. Етіологія невідома.[8]
- Птоз Говерса — нахилення голови вперед при прямому положенні виявляє птоз. Буває при бічному аміотрофічному склерозі, поліомієліті, цервікальній мієлопатії та деяких інших станах.[9]
- Розчин Говерса — розведення сульфату натрію та оцтової кислоти для підрахунку еритроцитів в лабораторному дослідженні[10]
- Симптом Говерса — симптом деяких неврологічних хвороб, наявність м'язової дистрофії з дитинства[11].
- Синдром Говерса II — нерегулярне звуження зіниці як рання ознака tabes dorsalis[12].
- Синдром Говерса III — характеризується нападами парестезії, диспное, прекардіальним дискомфортом у вигляді болю або серцебиття, пригніченим пульсом, блідістю, судомами, а також відчуттям страху.[13]
- Синдром Говерса—Веландер — тип м’язової дистрофії, який спостерігається у Швеції, іноді в інших регіонах. Починається парезом і атрофією м'язів-розгиначів і дрібних м'язів дистального відділу кінцівок і поширюється проксимально.[14]
- Тракт Говерса — передній спинно-мозочковий шлях, який утворений волокнами задніх корінців бічних шляхів спинного мозку, які доходять до мозочка через верхню ніжку.[15]
- Феномен Говерса — клінічна ознака ішіасу. Пасивне тильне згинання стопи зумовлює біль по ходу сідничного нерва (n. ischiadicus).[16]